# Austroboletus cookei
Austroboletus cookei är en svampart som beskrevs av Sacc. & P. Sydow 1899. Austroboletus cookei ingår i släktet Austroboletus  och familjen Boletaceae.   Inga underarter finns listade i Catalogue of Life.